# Ichneumon shiskensis
Ichneumon shiskensis är en stekelart som beskrevs av Tohru Uchida 1926. Ichneumon shiskensis ingår i släktet Ichneumon och familjen brokparasitsteklar. Inga underarter finns listade i Catalogue of Life.